# Coppa del Mondo di sci di fondo 1987
La Coppa del Mondo di sci di fondo 1987 fu la sesta edizione della manifestazione organizzata dalla Federazione Internazionale Sci; ebbe inizio a Ramsau am Dachstein, in Austria, e si concluse a Oslo, in Norvegia. Nel corso della stagione si tennero a Oberstdorf i Campionati mondiali di sci nordico 1987, validi anche ai fini della Coppa del Mondo, il cui calendario non contemplò dunque interruzioni.
La stagione maschile ebbe inizio il 10 dicembre 1986 e si concluse il 21 marzo 1987. Furono disputate 11 gare individuali (5 a tecnica classica, 6 a tecnica libera) e 6 staffette, in 9 diverse località. Lo svedese Torgny Mogren si aggiudicò la coppa di cristallo, il trofeo assegnato al vincitore della classifica generale. Non vennero stilate classifiche di specialità; Gunde Svan era il detentore uscente della Coppa generale.
La stagione femminile ebbe inizio il 10 dicembre 1986 e si concluse il 21 marzo 1987. Furono disputate 11 gare individuali (5 a tecnica classica, 6 a tecnica libera) e 6 staffette, in 9 diverse località. La finlandese Marjo Matikainen si aggiudicò la coppa di cristallo. Non vennero stilate classifiche di specialità; la Matikainen era la detentrice uscente della Coppa generale.

## Uomini

### Risultati
| Data                                    | Località            | Nazione          | Spec.      | Primo                                                        | Secondo                                                                                  | Terzo                                                                 |
| --------------------------------------- | ------------------- | ---------------- | ---------- | ------------------------------------------------------------ | ---------------------------------------------------------------------------------------- | --------------------------------------------------------------------- |
| 10 dicembre 1986                        | Ramsau am Dachstein | Austria          | 15 km TL   | Gunde Svan                                                   | Kari Ristanen                                                                            | Vegard Ulvang                                                         |
| 13 dicembre 1986                        | Cogne               | Italia           | 15 km TL   | Gunde Svan                                                   | Torgny Mogren                                                                            | Vladimir Smirnov                                                      |
| 14 dicembre 1986                        | Cogne               | Italia           | 4x10 km TL | dati non disponibili                                         | dati non disponibili                                                                     | dati non disponibili                                                  |
| 20 dicembre 1986                        | Davos               | Svizzera         | 30 km TC   | Thomas Eriksson                                              | Vladimir Smirnov                                                                         | Christer Majbäck                                                      |
| 21 dicembre 1986                        | Davos               | Svizzera         | 4x10 km TL | dati non disponibili                                         | dati non disponibili                                                                     | dati non disponibili                                                  |
| 10 gennaio 1987                         | Calgary             | Canada           | 15 km TC   | Harri Kirvesniemi                                            | Torgny Mogren                                                                            | Christer Majbäck                                                      |
| 11 gennaio 1987                         | Calgary             | Canada           | 4x10 km TL | dati non disponibili                                         | dati non disponibili                                                                     | dati non disponibili                                                  |
| Campionati mondiali di sci nordico 1987 |                     |                  |            |                                                              |                                                                                          |                                                                       |
| 12 febbraio 1987                        | Oberstdorf          | Germania Ovest   | 30 km TC   | Thomas Wassberg                                              | Aki Karvonen                                                                             | Christer Majbäck                                                      |
| 15 febbraio 1987                        | Oberstdorf          | Germania Ovest   | 15 km TC   | Marco Albarello                                              | Thomas Wassberg                                                                          | Michail Devjat'jarov                                                  |
| 17 febbraio 1987                        | Oberstdorf          | Germania Ovest   | 4x10 km    | Svezia Erik Östlund Gunde Svan Thomas Wassberg Torgny Mogren | Unione Sovietica Oleksandr Batjuk Vladimir Smirnov Michail Devjat'jarov Vladimir Sachnov | Norvegia Ove Aunli Vegard Ulvang Pål Gunnar Mikkelsplass Terje Langli |
| 21 febbraio 1987                        | Oberstdorf          | Germania Ovest   | 50 km TL   | Maurilio De Zolt                                             | Thomas Wassberg                                                                          | Torgny Mogren                                                         |
| 1º marzo 1987                           | Lahti               | Finlandia        | 30 km TL   | Aleksej Prokurorov                                           | Torgny Mogren                                                                            | Albert Walder                                                         |
| 7 marzo 1987                            | Falun               | Svezia           | 30 km TL   | Pierre Harvey                                                | Aleksej Prokurorov                                                                       | Torgny Mogren                                                         |
| 8 marzo 1987                            | Falun               | Svezia           | 4x10 km TC | dati non disponibili                                         | dati non disponibili                                                                     | dati non disponibili                                                  |
| 14 marzo 1987                           | Kavgolovo           | Unione Sovietica | 15 km TL   | Torgny Mogren                                                | Vegard Ulvang                                                                            | Pål Gunnar Mikkelsplass                                               |
| 19 marzo 1987                           | Oslo                | Norvegia         | 4x10 km TC | dati non disponibili                                         | dati non disponibili                                                                     | dati non disponibili                                                  |
| 21 marzo 1987                           | Oslo                | Norvegia         | 50 km TC   | Thomas Wassberg                                              | Per Knut Aaland                                                                          | Thomas Eriksson                                                       |

Legenda:

TC = tecnica classica

TL = tecnica libera

### Classifiche

#### Generale
| Pos. | Nome               | Nazione          | Punti |
| ---- | ------------------ | ---------------- | ----- |
| 1    | Torgny Mogren      | Svezia           | 115   |
| 2    | Thomas Wassberg    | Svezia           | 98    |
| 3    | Gunde Svan         | Svezia           | 83    |
| 4    | Vegard Ulvang      | Norvegia         | 74    |
| 5    | Vladimir Smirnov   | Unione Sovietica | 64    |
| 6    | Aleksej Prokurorov | Unione Sovietica | 62    |
| 7    | Pierre Harvey      | Canada           | 60    |
| 8    | Thomas Eriksson    | Svezia           | 59    |
| 9    | Harri Kirvesniemi  | Finlandia        | 57    |
| 10   | Kari Ristanen      | Finlandia        | 57    |

## Donne

### Risultati
| Data                                    | Località            | Nazione          | Spec.     | Prima                                                                          | Seconda                                                     | Terza                                                                            |
| --------------------------------------- | ------------------- | ---------------- | --------- | ------------------------------------------------------------------------------ | ----------------------------------------------------------- | -------------------------------------------------------------------------------- |
| 10 dicembre 1986                        | Ramsau am Dachstein | Austria          | 10 km TL  | Marianne Dahlmo                                                                | Natal'ja Furlatova                                          | Susann Kuhfittig                                                                 |
| 13 dicembre 1986                        | Val di Sole         | Italia           | 5 km TC   | Brit Pettersen                                                                 | Marie Johansson                                             | Grete Ingeborg Nykkelmo                                                          |
| 14 dicembre 1986                        | Val di Sole         | Italia           | 4x5 km TC | dati non disponibili                                                           | dati non disponibili                                        | dati non disponibili                                                             |
| 20 dicembre 1986                        | Cogne               | Italia           | 20 km TL  | Grete Ingeborg Nykkelmo                                                        | Marianne Dahlmo                                             | Karin Thomas                                                                     |
| 21 dicembre 1986                        | Cogne               | Italia           | 4x5 km TL | dati non disponibili                                                           | dati non disponibili                                        | dati non disponibili                                                             |
| 10 gennaio 1987                         | Calgary             | Canada           | 10 km TC  | Evi Kratzer                                                                    | Annika Dahlman                                              | Angela Schmidt-Foster                                                            |
| 11 gennaio 1987                         | Calgary             | Canada           | 4x5 km TL | dati non disponibili                                                           | dati non disponibili                                        | dati non disponibili                                                             |
| Campionati mondiali di sci nordico 1987 |                     |                  |           |                                                                                |                                                             |                                                                                  |
| 13 febbraio 1987                        | Oberstdorf          | Germania Ovest   | 10 km TC  | Anne Jahren                                                                    | Marjo Matikainen                                            | Brit Pettersen                                                                   |
| 16 febbraio 1987                        | Oberstdorf          | Germania Ovest   | 5 km TC   | Marjo Matikainen                                                               | Anfisa Rezcova                                              | Evi Kratzer                                                                      |
| 17 febbraio 1987                        | Oberstdorf          | Germania Ovest   | 4x10 km   | Unione Sovietica Antonina Ordina Nina Gavryljuk Larisa Lazutina Anfisa Rezcova | Norvegia Marianne Dahlmo Nina Skeime Anne Jahren Anette Bøe | Svezia Magdalena Forsberg Karin Lamberg-Skog Annika Dahlman Marie-Helene Östlund |
| 20 febbraio 1987                        | Oberstdorf          | Germania Ovest   | 20 km TL  | Marie-Helene Östlund                                                           | Anfisa Rezcova                                              | Larisa Lazutina                                                                  |
| 28 febbraio 1987                        | Lahti               | Finlandia        | 5 km TL   | Marjo Matikainen                                                               | Anfisa Rezcova                                              | Antonina Ordina                                                                  |
| 1º marzo 1987                           | Lahti               | Finlandia        | 4x5 km    | dati non disponibili                                                           | dati non disponibili                                        | dati non disponibili                                                             |
| 7 marzo 1987                            | Falun               | Svezia           | 30 km TL  | Anette Bøe                                                                     | Marjo Matikainen                                            | Marianne Dahlmo                                                                  |
| 15 marzo 1987                           | Kavgolovo           | Unione Sovietica | 10 km TL  | Marjo Matikainen                                                               | Anfisa Rezcova                                              | Marie-Helene Östlund                                                             |
| 19 marzo 1987                           | Oslo                | Norvegia         | 4x5 km TC | dati non disponibili                                                           | dati non disponibili                                        | dati non disponibili                                                             |
| 21 marzo 1987                           | Oslo                | Norvegia         | 20 km TC  | Brit Pettersen                                                                 | Raisa Smetanina                                             | Anne Jahren                                                                      |

Legenda:

TC = tecnica classica

TL = tecnica libera

### Classifiche

#### Generale
| Pos. | Nome                    | Nazione          | Punti |
| ---- | ----------------------- | ---------------- | ----- |
| 1    | Marjo Matikainen        | Finlandia        | 127   |
| 2    | Anfisa Rezcova          | Unione Sovietica | 97    |
| 3    | Marianne Dahlmo         | Norvegia         | 95    |
| 4    | Marie-Helene Östlund    | Svezia           | 85    |
| 5    | Brit Pettersen          | Norvegia         | 75    |
| 6    | Anette Bøe              | Norvegia         | 61    |
| 7    | Evi Kratzer             | Svizzera         | 60    |
| 8    | Anne Jahren             | Norvegia         | 59    |
| 9    | Grete Ingeborg Nykkelmo | Norvegia         | 53    |
| 10   | Raisa Smetanina         | Unione Sovietica | 51    |